# Joaquina García García
Joaquina García García (Porto do Son, 1879-1939) fue una inventora y emprendedora española. Fue la inventora de uno de los primeros trajes de agua para pescar.

## Trayectoria
García, conocida con el apodo de la Ghaxola, diseñó un traje para que su padre, marinero de profesión, pudiera hacerse a la mar y no mojarse. Este traje de aguas estaba confeccionando con lino y luego se impermeabilizaba con varias capas de aceite.
El buen resultado hizo que recibiera encargos de otros marineros interesados en los trajes. Para atender todas las peticiones, que llegaban de distintos puntos de la costa española, montó un taller donde trabajaran más costureras con maquinaria especializada. Desde ese momento, involucró a sus hijas e hijos en el diseño de los trajes y a costureras de Porto do Son y García se dedicó al desarrollo empresarial y comercial de esta iniciativa.
En 2019 la escritora gallega Anaír Rodríguez incluyó en su libro Pioneiras 2. Galegas que abriron camiño a García junto a otras mujeres pioneras vinculadas con Galicia, como Ángela Ruiz Robles, María Barbeito o María Cardarelly.